# Mangrovepitta
De mangrovepitta (Pitta megarhyncha) is een vogelsoort uit de familie van pitta's (Pittidae).
De mangrovepitta werd door de in Leiden werkende Duitse ornitholoog Hermann Schlegel beschreven. Deze pitta is nauw verwant aan de negenkleurige pitta (P. brachyura), Chinese pitta (P. nympha) en de blauwvleugelpitta (P. moluccensis).

## Kenmerken
De mangrovepitta is 18 tot 21 cm lang, met een zwarte kop, een geelbruine kruinstreep, witte kin en eveneens geelbruine borst. De bovenzijde is groenachtig en de onderbuik is rood gekleurd. Onvolwassen vogels zijn minder opvallend gekleurd. De mangrovepitta verschilt van de blauwvleugelpitta door zijn veel zwaardere snavel. Vandaar de soortnaam megarhyncha (mega=groot; rhyncha=snavel)

## Leefwijze
Het zijn vogels die vooral op de bosbodem foerageren en zelden vliegend te zien zijn.

## Verspreiding
Het leefgebied van de vogel zijn mangrovebossen aan de kusten van Bangladesh (zeer plaatselijk), Myanmar (schaars maar plaatselijk algemeen), het schiereilanddeel van Thailand (vrij schaars, plaatselijk algemeen in het westen) en Maleisië (plaatselijk algemeen). Verder in delen van Indonesië ten zuiden van de Riau-eilanden en het oostelijke laagland van Sumatra.

## Status
Het leefgebied van de mangrovepitta is beperkt tot de smalle kuststroken in het verspreidingsgebied en deze mangrovebossen staan onder zware druk omdat het hout gebruikt wordt als brandhout, houtskoolproductie en constructiemateriaal. Daarom is deze vogel een gevoelige soort van de Rode Lijst van de IUCN.